# Бескостый, Вячеслав Васильевич
Беско́стый Вячесла́в Васи́льевич — белорусский дипломат, бывший чрезвычайный и полномочный посол Республики Беларусь в Туркменистане (2019—2024).

## Образование
Родился 4 августа 1975 года в Брестской области, БССР. В 1996 году с отличием окончил отделение международных экономических отношений факультета права и экономики Гродненского государственного университета им. Я.Купалы, присвоена квалификация «экономист-менеджер».
 В 1998 году окончил углубленный курс по макроэкономике и финансовому анализу Объединенного Венского института (Австрия).

## Карьера
С 1996 года на дипломатической службе.

1996—2001 гг. — ведущий специалист, главный специалист, начальник отдела кредитно-инвестиционного управления Министерства внешних экономических связей и Министерства иностранных дел Республики Беларусь (объединены в 1999 году);

2001—2006 гг. — первый секретарь, советник посольства Республики Беларусь в Королевстве Нидерландов;

2006—2009 гг. — заместитель начальника отдела, начальник отдела защитных мер и доступа на рынки, заместитель начальника управления внешнеторговой политики — начальник отдела таможенно-тарифного регулирования и переговоров с ВТО Департамента внешнеэкономической деятельности Министерства иностранных дел Республики Беларусь;

2009—2011 гг. — советник, Временный поверенный в делах Республики Беларусь в Японии;

2012 г. — 2018 г. — чрезвычайный и полномочный посол Республики Беларусь в Федеративной Республике Нигерия, по совместительству — в Габоне, Гамбии, Гане (с 2013), Камеруне, Кот-д’Ивуаре (с 2013), Мали, Сенегале и Того;

2018—2019 гг. — заместитель начальника управления стран СНГ Министерства иностранных дел Республики Беларусь.
2019 — 2024 — чрезвычайный и полномочный посол Республики Беларусь в Туркменистане. 8 октября вручил копии верительных грамот в МИД Туркменистана. 9 октября 2019 года — вручил верительные грамоты Президенту Туркменистана Г.Бердымухамедову.

## Личная жизнь
Женат, имеет двух дочерей.
В.Бескостый, помимо родного белорусского, владеет русским, немецким и английским языками.

## Награды и звания
- Памятный серебряный знак Туркменистана «Magtymguly Pyragynyň 300 ýyllygyna» (10 декабря 2024 года, Туркменистан) — за особые заслуги в возрождении культурного наследия и исконных духовных ценностей туркменского народа, изучении, бережном сохранении, популяризации и донесении потомкам творческого наследия поэта-классика туркменской литературы, великого мыслителя Махтумкули Фраги, в наращивании культурных связей независимого нейтрального Туркменистана с государствами планеты и международными организациями, в сближении и обогащении культур, укреплении уз дружбы и сотрудничества между народами в эру Возрождения новой эпохи могущественного государства, а также по случаю 300-летия туркменского поэта-классика Махтумкули Фраги[4].